# Glycosmis gracilis
Glycosmis gracilis är en vinruteväxtart som beskrevs av Benjamin Clemens Masterman Stone. Glycosmis gracilis ingår i släktet Glycosmis och familjen vinruteväxter. Inga underarter finns listade i Catalogue of Life.